# Coregonus lutokka
Coregonus lutokka és una espècie de peix de la família dels salmònids i de l'ordre dels salmoniformes que es troba a Europa: llac Ladoga (Rússia).